# Савинцы (Черниговская область)
Са́винцы (укр. Савинці) — село в Прилукском районе Черниговской области Украины. Население 543 человека. Занимает площадь 2,377 км².
Код КОАТУУ: 7425187001. Почтовый индекс: 17350. Телефонный код: +380 4639.

## Власть
Орган местного самоуправления — Сребнянская поселковая община. Почтовый адрес: 17300, Черниговская обл., Прилукский р-н, п. Сребное, ул. Мира, 43а.

## История
В ХІХ столетии село Савинцы было в составе Иванковской волости Прилукского уезда Полтавской губернии. В селе была Воскресенская церковь.

## Персоналии
- Микитенко Николай Петрович — инженер Института геофизики им. Суботина НАН Украины, общественный деятель, журналист.
- Задниченко Сергей Владимирович — преподаватель ХИМЕСГ, кафедра экономики и организации с/х. Магитр технических наук, заместитель директора учебно-производственной работы ХАДТ.
- Иваненко Михаил Тимофеевич — главный конструктор Братской ГЭС.
- Калениченко Иван Алексеевич — доктор химических наук, преподаватель Киевского политехнического института.
- Ляшенко Иван Григорьевич —кандидат физико-математических наук, завкафедрой Сумского пединститута.
- Ляшенко Трофим Иванович — завкафедрой Харьковского национального автодорожного университета.
- Мостовой Юрий Петрович — атташе советского дипломатического корпуса во Франции.
- Сорока Алексей Фёдорович — директор с/х техникума в г. Фрунзе (ныне Бишкек) Киргизской ССР.
- Валенти́н Давы́дович Дина́бургский (26 июля 1922, Савинцы, Полтавская губерния — 17 февраля 2018, Брянск) — русский поэт, заслуженный работник культуры РФ, создатель парка-музея им. А. К. Толстого в Брянске, почётный гражданин г. Брянска.